# Orfeó Valencià Navarro Reverter
L'Orfeó Valencià Navarro Reverter és una agrupació coral amateur mixta fundada a València el 1972, l’objectiu de la qual és la interpretació i la difusió de la música coral en totes les seves formes i estils, en particular la de compositors valencians. En el seu repertori hi figuren les obres i els autors més representatius de la música coral de totes les èpoques, amb especial presència d’autors valencians. Entre altres concerts i cicles de concerts habituals, protagonitza anualment el Retaule de Nadal a l'Església del Patriarca de València la setmana anterior a Nadal. Així mateix, apadrina l’Orfeó Valencià Infantil, format per més de 120 veus entre 4 i 17 anys.
L'Orfeó va fer el seu primer concert a la ciutat de València el maig de 1972, dirigit per Jesús Ribera Faig, qui va ser el seu director fins al desembre de 1986, data des de la qual Josep Lluís Valldecabres en va assumir la direcció musical. Ha actuat juntament amb les principals orquestres valencianes i espanyoles, i amb altres grups instrumentals espanyols i estrangers, així com juntament amb cantants i instrumentistes com María Bayo, Teresa Berganza, Simon Estes, Ainhoa Arteta, Isabel Rey, i Lluís Llach, entre d'altres. Ha participat en les representacions escèniques d’Atlàntida, de Manuel de Falla, sota la direcció musical de Josep Pons i Viladomat i muntatge de La Fura dels Baus; Tosca i Madama Butterfly, de Puccini, i Marina, d'Arrieta. Ha interpretat, entre d'altres, el Requiem de Mozart, la Novena Simfonia de Beethoven, Aida de Verdi i Carmina Burana de Carl Orff. Entre els seus enregistraments discogràfics es troben Atlàntida (Manuel de Falla) (1980) i Retaule de Nadal (amb Spanish Brass Luur Metalls) (2006).
L'Orfeó Valencià Infantil, fundat el 2004 per iniciativa de l’Orfeó Valencià Navarro Reverter, ha participat en la interpretació d'obres com Carmina Burana, de Carl Orff, el 2007, o Carmen, de Georges Bizet, el 2008. Ha participat en diferents certàmens de la geografia valenciana, espanyola i internacional. Des de 2010 ofereix el concert El Retaulet, creat a partir del tradicional Retaule de Nadal. Així mateix, el 2012 va presentar el seu llibre-CD Cantovicòrum Iubilo (ed. Bromera), amb il·lustracions de Manuel Boix, que recull una selecció de cançons amb música de Josep Lluís Valldecabres i lletres d’autors com Marc Granell, Olga Xirinacs, Josep Ballester i el mateix Josep Lluís Valldecabres.

## Premis
- Màxim guardó en el I Concurs Internacional de Cors Ciutat de Budapest (1988)[2][5]
- Institució Insigne de la Música Valenciana, (Acadèmia de la Música Valenciana, 2011)[2]